# 小红柳
小红柳（学名：Salix microstachya var. bordensis）为杨柳科柳属下的一个变种。

## 扩展阅读
- 維基物種上的相關：小红柳